# Bécarde à joues jaunes
Pachyramphus xanthogenys
Espèce
Synonymes
- Pachyramphus viridis xanthogenys Salvadori & Festa, 1898[1]

Répartition géographique
Statut de conservation UICN

 LC  : Préoccupation mineure
La Bécarde à joues jaunes (Pachyramphus xanthogenys) est une espèce de passereaux de la famille des Tityridae.

## Liste des sous-espèces
Selon la classification de référence du Congrès ornithologique international (15.1, 2025) :
- P. x. xanthogenys Salvadori & Festa, 1898 — Andes équatoriennes et régions adjacentes ;
- P. x. peruanus Hartert & Goodson, 1917 — Pérou et Acre.